# Bowedee Burleson
Bowedee Burleson (Purmerend, 13 september 1993) is een Nederlands voormalig profvoetballer die doorgaans speelde als linksback. Tussen 2012 en 2023 was hij actief voor FC Volendam, VPV Purmersteijn en HBOK.

## Clubcarrière
Burleson werd geboren in Purmerend en begon te voetballen in de jeugd van FC Volendam. Bij die club brak hij ook door, toen hij in 2012 nog even doorgeschoven werd naar het eerste elftal. Ondanks dat speelde hij nog steeds voornamelijk voor de beloften, maar het seizoen erna mocht de verdediger alsnog zijn debuut maken. Op 20 oktober 2013 liet coach Hans de Koning Burleson voor het eerst meedoen; tijdens een 4–2 overwinning op Jong FC Twente mocht hij tien minuten voor tijd invallen voor Brandley Kuwas. Vijf minuten later gaf hij de assist op de 4–1 van Henk Veerman. Zijn tweede wedstrijd speelde Burleson op 10 november 2013, toen hij in de wedstrijd tegen VVV-Venlo drie minuten voor tijd in het veld kwam voor Soufiane Laghmouchi. In 2015 kreeg Burleson geen nieuw contract van FC Volendam, waarop hij terugkeerde bij VPV Purmersteijn. Vijf jaar later verkaste hij naar HBOK.